# Cerise (film)
Pour les articles homonymes, voir Cerise (homonymie).
Pour plus de détails, voir Fiche technique et Distribution.
Cerise est un film français réalisé par Jérôme Enrico, sorti en 2015.

## Synopsis
Cerise, une adolescente de 14 ans, a du mal à trouver sa place. Sa mère, exaspérée, l'envoie chez son père, qui habite en Ukraine. Elle découvre une culture complètement différente de la sienne et se découvre elle-même.

## Fiche technique
- Titre : Cerise
- Accroche : Complètement à l'est !
- Réalisation : Jérôme Enrico
- Scénario : Jérôme Enrico, Irina Gontchar
- Direction artistique : Jérémie Sfez
- Décors :
- Costumes : Dorothée Lissac
- Photographie : Bruno Privat
- Son : Jean-Luc Rault-Cheynet, Raphaël Sohier, Bruno Reiland, Thierry Lebon
- Montage : Antoine Vareille
- Musique : Michel Ochowiak et Marc Chouarain
- Production : Ilan Goldman, Catherine Morisse-Monceau
- Société(s) de production : Gaumont, Légende Films, France 2 Cinéma
- Société(s) de distribution : Gaumont
- Budget :
- Pays d'origine :  France
- Langue originale : français, russe (et quelques répliques en anglais)
- Format :
- Genre : comédie
- Durée : 90 minutes
- Dates de sortie :
  - France : 1er avril 2015

## Distribution
- Zoé Adjani-Vallat : Cerise
- Jonathan Zaccaï : Fred, le père de Cerise
- Tania Vichkova : Nina, la femme de ménage ukrainienne de Fred
- Olivia Côte : Pascale, la mère de Cerise
- Mykola Mateshko : Mikita, camarade de classe de Cerise
- Emilia Radeva : Tania, sculptrice et amie de Nina
- Yavor Ralinov : Boris, associé de Fred (ils codirigent une boucherie)
- Pierre Derenne : Matt Dyser, chanteur de pop français / Kyril, chauffeur de la famille de Mikita et sosie de Matt Dyser

## Production

### Choix des interprètes
Pour le rôle de Cerise, Jérôme Enrico contacte par Facebook Zoé Adjani-Vallat, nièce de l'actrice Isabelle Adjani. Le réalisateur a évidemment insisté sur le fait qu'il l'avait engagée pour son talent : « Je trouvais important qu'elle sache pourquoi je l'avais choisie, pour le travail qu'elle avait fait devant moi, pas pour autre chose. Le charme de Paulette, c’était Bernadette Lafont, le charme de Cerise, c'est Zoé. Clairement. »

### Scénario
Au moment de la préparation du tournage, la guerre a éclaté en Ukraine : Jérôme Enrico a décidé d'intégrer cet événement dans l'histoire du film pour montrer « avec plus de force encore le choc entre ces deux mondes qui est au cœur du film ». Le film est donc l'un des premiers à traiter de cet événement.

### Tournage
Censé se dérouler en Ukraine, le film a en réalité été tourné en Bulgarie à cause des événements ayant suivi la crise ukrainienne de 2013 - 2014 : l'équipe technique devait donc parler à la fois en français, anglais, russe et bulgare.

## Autour du film
- Ce film est le premier film dans lequel joue Zoé Adjani-Vallat[2],.
- L'histoire se déroule au moment de la crise ukrainienne de 2013 - 2014.

## Anecdote
- Dans le film, l'actrice principale est filmée en train de consulter la page Samedis communistes de la Wikipédia francophone.